# Maurice Smith (atleet)
Maurice Smith (Saint Catherine, 28 september 1980) is een Jamaicaanse atleet, die is gespecialiseerd in de meerkamp. Hij nam deel aan twee Olympische Spelen, maar won hierbij geen medailles.

## Biografie
Op de Olympische Spelen van Athene in 2004 eindigde Smith op de tienkamp als veertiende. Op dezelfde discipline won hij een zilveren medaille tijdens de Gemenebestspelen 2006. En in 2007 werd het met een resultaat van 8268 punten zelfs een gouden medaille op de Pan-Amerikaanse Spelen.
Dat hij intussen was uitgegroeid tot een gevreesde tegenstander, bewees Maurice Smith vervolgens op het WK 2007 in Osaka. Hier werd hij door Roman Šebrle weliswaar verslagen, maar het verschil was slechts 32 punten. Met een eindscore van 8644 punten hield Smith er, naast een zilveren medaille, in elk geval ook een nationaal record aan over.
In 2008 kon hij die opwaartse lijn niet doortrekken. Op de Olympische Spelen in Peking kwam hij op de tienkamp niet verder dan een negende plaats met een score van 8205 punten.

## Titels
- Jamaicaans kampioen kogelstoten - 2001
- Jamaicaans kampioen discuswerpen - 2001, 2005
- Jamaicaans kampioen speerwerpen - 2000

## Persoonlijke records
Outdoor
| Onderdeel            | Prestatie          | Datum            | Plaats         |
| -------------------- | ------------------ | ---------------- | -------------- |
| 100 m                | 10,62 s            | 31 augustus 2007 | Osaka          |
| 400 m                | 47,48 s            | 31 augustus 2007 | Osaka          |
| 1.500 m              | 4.29,95            | 21 maart 2006    | Melbourne      |
| 110 m horden         | 13,76 s            | 28 mei 2006      | Götzis         |
| hoogspringen         | 2,03 m             | 26 mei 2007      | Götzis         |
| hoogspringen         | 2,03 m             | 20 juli 2001     | Guatemala-Stad |
| polsstokhoogspringen | 4,80 m             | 1 september 2007 | Osaka          |
| verspringen          | 7,51 m             | 24 juni 2006     | Ratingen       |
| kogelstoten          | 17,78 m            | 18 juni 2008     | Kladno         |
| discuswerpen         | 55,69 m            | 23 juni 2007     | Kingston       |
| speerwerpen          | 62,07 m            | 15 juni 2002     | Spanish Town   |
| vijfkamp             | 4078 p             | 28 februari 2003 | Gainesville    |
| tienkamp             | 8644 p (nat. rec.) | 1 september 2007 | Osaka          |

Indoor
| Onderdeel | Prestatie | Datum            | Plaats       |
| --------- | --------- | ---------------- | ------------ |
| zevenkamp | 6035 p    | 26 februari 2005 | Fayetteville |

## Palmares

### Tienkamp
- 1999:  Pan-Amerikaanse jeugdkampioenschappen - 6996 p
- 2004: 14e OS - 8023 p
- 2005: DNF WK
- 2006:  Gemenebestspelen - 8074 p
- 2007:  Pan-Amerikaanse Spelen - 8268 p
- 2007:  WK - 8644 p
- 2007:  IAAF World Combined Events Challenge - 25220 p
- 2008: 9e OS - 8205 p
- 2009: DNF WK